# Абубакар Тафава Балева
Абубакар Тафава Балева — політичний і державний діяч держави Нігерія, прем'єр-міністр і керівник Нігерії у 1960—1966 роках.

## Життєпис
Народився 1912 року в Баучах на півночі Нігерії. За етнічною приналежністю — хауса. Був учителем, потім директором середньої школи в Баучі. Один з засновників громадської організації Дискусійний клуб Баучі (1943). 1948 року обраний віце-президентом Асоціації добробуту вчителів Півночі, а пізніше — її президентом. 1946 року став членом Законодавчої ради Півночі, 1947—1950 — представником Північної Нігерії у Законодавчій раді Нігерії.
У жовтні 1951 року разом з А. Белло увійшов до Північного народного конгресу (ПНК). 1954 року був обраний віце-президентом ПНК. З 1957 року — федеральний прем'єр-міністр британського володіння Нігерія. З 1 жовтня 1960 року — перший прем'єр-міністр незалежної Нігерії. Фактичний керівник Нігерійської держави у 1960—1966 роках. Вбитий під час військового перевороту в країні 15 січня 1966 року.
Балева також був письменником. Він автор повісті «Шайху Умар» (1955, на мові хауса).